# Strada statale 633 Mammianese-Marlianese
La ex strada statale 633 Mammianese-Marlianese (SS 633), ora strada provinciale 633 Mammianese Marlianese (SP 633) era una strada statale italiana, interamente contenuta nella provincia di Pistoia. Attualmente è classificata come strada provinciale.

## Percorso
Ha origine nella frazione di Mammiano dalla ex strada statale 66 Pistoiese, nel comune di San Marcello Pistoiese. È una strada tipicamente di montagna, che raggiunge diverse frazioni, quali Prataccio e Prunetta (nel comune di Piteglio), Margine di Momigno, Femminamorta, Panicagliora e Goraiolo (nel comune di Marliana), prima di raggiungere Marliana e scendere in Valdinievole nel centro abitato di Montecatini Terme.

## Storia
Già contemplata nel piano generale delle strade aventi i requisiti di statale del 1959, è
solo col decreto del Ministro dei lavori pubblici del 10 luglio 1971 che viene elevata a rango di statale con i seguenti capisaldi d'itinerario: "Innesto strada statale n. 66 presso Colonna di Mamiano - Piteglio - Prataccio - Marliana - Montecatini Terme".
In seguito al decreto legislativo n. 112 del 1998, dal 2001, la gestione è passata dall'ANAS alla Regione Toscana che ha provveduto al trasferimento dell'infrastruttura al demanio della Provincia di Pistoia.